# Thimory

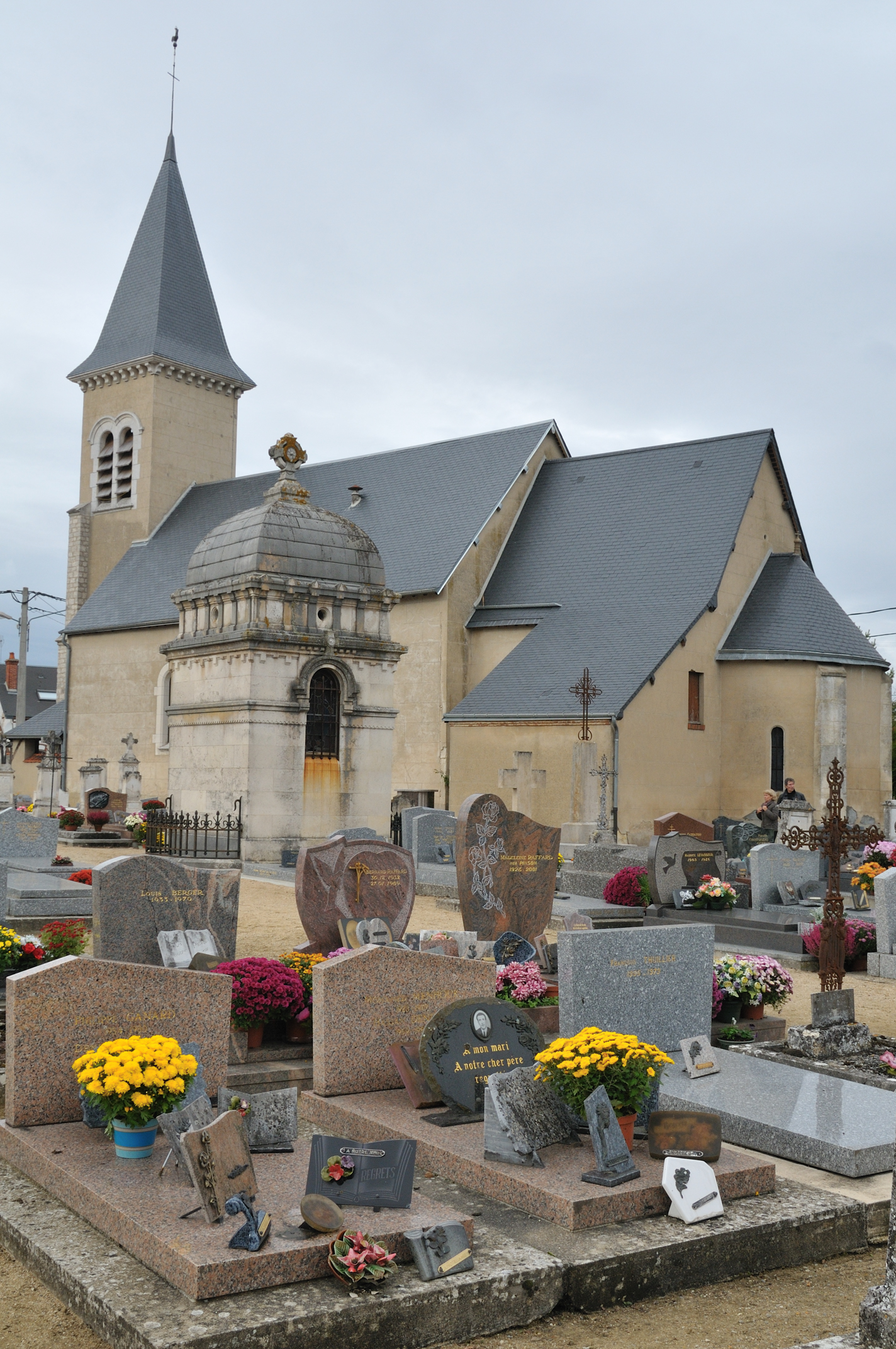
Kerk

Thimory is een gemeente in het Franse departement Loiret (regio Centre-Val de Loire) en telt 615 inwoners (2005). De plaats maakt deel uit van het arrondissement Montargis.

## Geografie
De oppervlakte van Thimory bedraagt 12,3 km², de bevolkingsdichtheid is 50,0 inwoners per km².
De onderstaande kaart toont de ligging van Thimory met de belangrijkste infrastructuur en aangrenzende gemeenten.

## Demografie
Onderstaande figuur toont het verloop van het inwonertal (bron: INSEE-tellingen).